# Pleione (mythologie)
In de Griekse mythologie was Pleione (Grieks: "Zeilende Koningin") een van de Oceaniden, de kinderen van Oceanus en Tethys. Aan de Titaan Atlas baarde zij de zeven Pleiaden.